# フレドホルム理論
数学において、フレドホルム理論（フレドホルムりろん、英: Fredholm theory）とは積分方程式の理論である。狭義にはフレドホルム理論はフレドホルム積分方程式の解の理論のことであり、広義には、フレドホルム理論の抽象的構造がフレドホルム作用素のスペクトル理論とヒルベルト空間上のフレドホルム核の観点で与えられることをいう。理論の名前はエリック・イヴァル・フレドホルム(Erik Ivar Fredholm)に因んでいる。

## 概要
次の節で作用素論や函数解析の広い文脈でのフレドホルム理論の占める位置について概説する。ここに示す概略は広くにわたるが、もちろん、詳細な部分の解説はこの概説での定式化は困難である。

## 同次方程式
フレドホルム理論は、次の積分方程式の解を見つける理論である。
{\displaystyle g(x)=\int _{a}^{b}K(x,y)f(y)\,dy}
この方程式は自然に物理学や数学の多くの問題に微分方程式の逆として自然に現れる。すなわち、次の微分方程式を解くことと同じことである。
{\displaystyle Lg(x)=f(x)}
ここに函数 f は与えられた既知のものであり、g は未知の函数である。ここに L は線型微分作用素である。例えば、L を次の式のような楕円型作用素とする。
{\displaystyle L={\frac {d^{2}}{dx^{2}}}}
この場合には、解くべき方程式はポアソン方程式となる。この方程式を解く一般的な方法は、グリーン函数による解法である。つまり、直接、上の式を解こうとすることに替わり、次の方程式を解こうとするのである。
{\displaystyle LK(x,y)=\delta (x-y)}
ここに、{\displaystyle \delta (x)} は、ディラックのデルタ函数であり、微分方程式の求めるべき解は次式のように書くことができる。
{\displaystyle g(x)=\int K(x,y)f(y)\,dy}
この積分はフレドホルム積分方程式の形をしている。函数 {\displaystyle K(x,y)} は、グリーン函数、もしくは積分核として知られていて、核作用素と呼ばれることもある。
一般に、x と y が任意の多様体上の点であるとする。最も簡単なケースは、実数直線、あるいは、m-次元ユークリッド空間の場合である。一般の理論でも、函数が何らかの与えられた函数空間に属することを要求する。しばしば、二乗可積分函数が研究され、またソボレフ空間が現れる。
使われる実際の函数空間は、しばしば、微分作用素の固有値問題の解、つまり次式の解によって決まる。
{\displaystyle L\psi _{n}(x)=\omega _{n}\psi _{n}(x)}
ここに、{\displaystyle \omega _{n}} は固有値であり、{\displaystyle \psi _{n}(x)} は、固有ベクトルである。固有ベクトルの集合はバナッハ空間を張り、内積が存在するときにはヒルベルト空間となる。ここに、リースの表現定理が適用される。そのような空間の例として2階の常微分方程式の解である直交多項式がある。
上記のようにヒルベルト空間が与えられると、核は次の形で書かれることもある。
{\displaystyle K(x,y)=\sum _{n}{\frac {\psi _{n}^{*}(x)\psi _{n}(y)}{\omega _{n}}}}
ここに {\displaystyle \psi _{n}^{*}} は {\displaystyle \psi _{n}} の双対である。この形では対象 {\displaystyle K(x,y)} はしばしばフレドホルム作用素あるいはフレドホルム核と呼ばれる。これが前に述べて 核 と同じであるということは、ヒルベルト空間の基底の完全性から従う。つまり、
{\displaystyle \delta (x-y)=\sum _{n}\psi _{n}^{*}(x)\psi _{n}(y)}
を得る。{\displaystyle \omega _{n}} は一般的には増加するので、作用素 {\displaystyle K(x,y)} の固有値はゼロに向かって減少しているように見える。

## 非同次方程式
非同次フレドホルム積分方程式
{\displaystyle f(x)=-\omega \phi (x)+\int K(x,y)\phi (y)\,dy}
は次の形に形式的には書き出すことができるかもしれない。
{\displaystyle f=(K-\omega )\phi }
これは形式的な解
{\displaystyle \phi ={\frac {1}{K-\omega }}f}
である。この形の解はレゾルベント形式化と呼ばれ、そこではレゾルベントは次の作用素として定義される。
{\displaystyle R(\omega )={\frac {1}{K-\omega I}}.}
Kの固有函数と固有値の集まりがあたえられると、レゾルベントは次のような具体的な形をとるかもしれない。
{\displaystyle R(\omega ;x,y)=\sum _{n}{\frac {\psi _{n}^{*}(y)\psi _{n}(x)}{\omega _{n}-\omega }}}
ここに解は
{\displaystyle \phi (x)=\int R(\omega ;x,y)f(y)\,dy}
である。この解が存在する必要十分条件がフレドホルムの定理の一つである。レゾルベントはみな共通に {\displaystyle \lambda =1/\omega } のべきに拡張され、この場合にはリウヴィル・ノイマン級数として知られていて、積分方程式は次のようになる。
{\displaystyle g(x)=\phi (x)-\lambda \int K(x,y)\phi (y)\,dy}
また、レゾルベントは次の交代的な形で書くことができる。
{\displaystyle R(\lambda )={\frac {1}{I-\lambda K}}.}

## フレドホルム行列式
フレドホルム行列式は、普通、次のように定義される。
{\displaystyle \det(I-\lambda K)=\exp \left[-\sum _{n}{\frac {\lambda ^{n}}{n}}\operatorname {Tr} \,K^{n}\right].}
ここに
{\displaystyle \operatorname {Tr} \,K=\int K(x,x)\,dx}
とし、また、
{\displaystyle \operatorname {Tr} \,\lambda ^{2}(K)=\iint K(x,y)K(y,x)\,dx\,dy}
とし、そのように続ける。対応するゼータ函数は、
{\displaystyle \zeta (s)={\frac {1}{\det(I-sK)}}}
である。ゼータ函数はレゾルベントの行列式として考えることができる。
ゼータ函数は力学系の研究の中でも重要な役目を果たす。これは、リーマンゼータ函数を一般化したタイプであることに注意する。しかし、リーマンゼータ函数の場合は対応する核が知られていない。その場合の核の存在の予想がヒルベルト・ポリア予想として知られている。

## 主な結果
理論の古典的な結果は、フレドホルムの定理であり、その中の一つがフレドホルムの交代定理(Fredholm alternative)である。
一般理論からの重要な結果の一つが、函数空間が同程度連続であれば、核がコンパクト作用素であることである。
関連する優れた結果がアティヤ＝シンガーの指数定理であり、この定理はコンパクト多様体上の楕円作用素のindex (dim ker – dim coker)は一定となるという定理である。

## 歴史
フレドホルムの1903年の Acta Mathematica に提出した論文は、作用素論の確立にとって大きな記念碑的なものと考えられる。ダフィット・ヒルベルトはとりわけフレドホルムの積分方程式に動機づけられて積分方程式の研究に関連するヒルベルト空間の構成を発展させた。